# Roger Adams

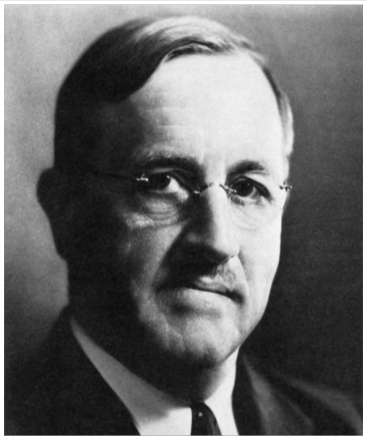
Roger Adams

Roger Adams (* 2. Januar 1889 in Boston; † 6. Juli 1971 in Champaign, Illinois) war ein US-amerikanischer Chemiker. Er gilt mit Paul Sabatier als Pionier der Hydrierung.

## Leben
Adams stammte aus einer gutsituierten Bostoner Familie, die vom US-Präsidenten John Adams abstammte. Er studierte ab 1905 Chemie an der Harvard University mit dem Abschluss 1909 und wurde 1912 promoviert mit einer Arbeit in organischer Chemie, ursprünglich bei Henry Augustus Torrey (1871–1910) und nach dessen unerwartetem Tod bei Charles Loring Jackson. Er erhielt ein Reisestipendium zum Aufbaustudium in Deutschland, wo er bei Emil Fischer, Otto Diels und Richard Willstätter in Berlin war. Nach der Rückkehr 1913 war er Forschungsassistent von Jackson an der Harvard University und lehrte gleichzeitig in Harvard und am Radcliffe College. 1916 wurde er Assistant Professor an der University of Illinois at Urbana-Champaign bei William A. Noyes, wo er den Rest seiner Karriere blieb. Er wurde Professor und 1926 als Nachfolger von Noyes Leiter der Chemiefakultät, was er bis 1954 blieb.
Er ist vor allem für die Entwicklung des Adams-Katalysators (Platindioxid-Hydrat) unter anderem für Hydrierung und Hydrolyse in der organischen Synthese bekannt.
Er leistete viele Beiträge zur Analyse und Synthese natürlich vorkommender Stoffe wie Pflanzenalkaloide und Öle. Beispielsweise bestimmte er die Struktur von Gossypol, studierte die Alkaloide von Greiskräutern (Senecia) und von Crotalaria, isolierte und identifizierte Cannabidiol aus Hanf und bestimmte seine Verbindung zu THC und Cannabinol und synthetisierte Analoga von THC und Cannabinol. Er forschte über Lokalanästhetika teilweise in Zusammenarbeit mit Abbott Laboratories.
Im Ersten Weltkrieg leitete er an der Universität ein spezielles Labor, das in der organischen Synthese von Stoffen forschte, die durch die Blockade Deutschlands (dem damaligen Weltmarktführer in vielen Bereichen der organischen Chemie) in den USA nicht mehr zur Verfügung standen. Das führte zur Gründung der Zeitschrift Organic Syntheses. Wichtige Mitarbeiter von Adams waren damals Ernest H. Volwiler und Carl S. Marvel. Später war er auch in der Giftgasforschung (Adamsit) an der American University in Washington D. C. als Gruppenleiter aktiv. Auch im Zweiten Weltkrieg leistete er wichtige Beiträge zu den Kriegsanstrengungen der USA in der Entwicklung von synthetischem Kautschuk, nachdem ihm zunächst die Sicherheitsfreigabe vom FBI versagt worden war (unter anderem wegen seiner Forschungen zu Cannabis, aber auch aufgrund vieler Falschinformationen).
Er bildete zahlreiche organische Chemiker aus und wirkte in den USA schulbildend.

## Preise und Mitgliedschaften
- 1927 William H. Nichols Medal
- 1936 Willard Gibbs Medal
- 1944 Elliott Cresson Medal
- 1945 Davy-Medaille
- 1946 Priestley Medal
- 1948 Medal for Merit
- 1953 August-Wilhelm-von-Hofmann-Denkmünze
- 1954 Perkin Medal
- 1958 Charles Lathrop Parsons Award
- 1960 Benjamin Franklin Medal
- 1964 National Medal of Science
- 1964 American Institute of Chemists Gold Medal

Er war CBE und zehnfacher Ehrendoktor.
Adams war Mitglied der American Academy of Arts and Sciences (1929), der National Academy of Sciences (1926) und der American Philosophical Society (1935), sowie ab 1953 korrespondierendes Mitglied der Heidelberger Akademie der Wissenschaften.
Nach ihm ist der Roger Adams Award der ACS benannt.

## Schriften
- mit John R. Johnson Elementary Laboratory Experiments in Organic Chemistry, New York, Macmillan 1928
  - 7. Auflage Macmillan 1979 als Laboratory Experiments in Organic Chemistry (mit Charles F. Wilcox)